# Затока Святого Лаврентія

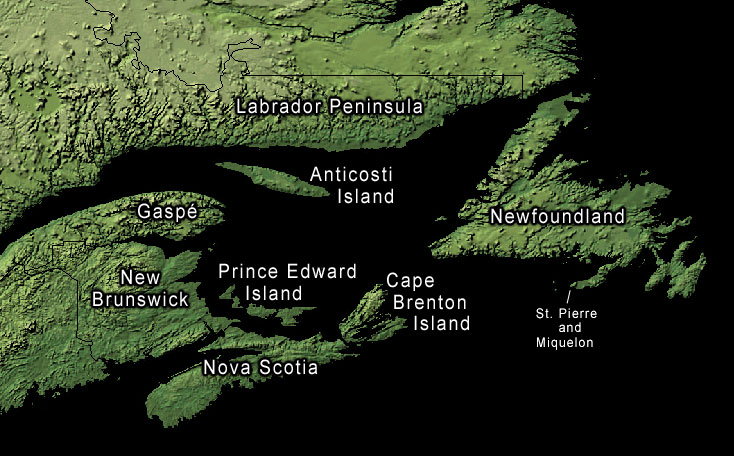
Мапа затоки Святого Лаврентія

Зато́ка Свято́го Лавре́нтія (англ. Gulf of Saint Lawrence, фр. Golfe du Saint-Laurent) — найбільший естуарій на Землі, через який поєднується басейн Великих озер через посередництво річки Святого Лаврентія з Атлантичним океаном. Води затоки омивають узбережжя Канади в провінціях Квебек, Нью-Брансвік, Нова Шотландія, Острів Принца Едварда та Ньюфаундленд і Лабрадор.
Площа затоки Св. Лаврентія — 263 тис. км², глибина — до 572 м нижче рівня моря.

У затоку Св. Лаврентія вливаються річки Св. Лаврентія, Мірамічі, Наташкуан, Рістіґуш, Марґарі та Гамбер.
Із затокою Св. Лаврентія з'єднані такі затоки та протоки як Шальор, Міраміші, Бей-оф-Айлендс, Св. Георгія та протока Нортумбрії.
У затоці знаходяться острови Кейп-Бретон, Принца Едварда, Ньюфаундленд, Антикості та острови Мадлен.
З Атлантичним океаном затоку Св. Лаврентія з'єднують:
- протока Кансо (відділяє Кейп-Бретон від півострова Нова Шотландія);
- протока Кабота (відділяє Кейп-Бретон від острова Ньюфаундленду);
- протока Бель-Айл (відділяє Ньюфаундленд від півострова Лабрадору).

З погляду геології затока є молодим утворенням. 19 тисяч років тому ця місцевість була під кригою Лаврентійського льодовикового щита завтовшки 2 км. З часом крига розтанула, заповнивши затоку водою.
До появи європейців у водах затоки ловили рибу представники корінних народів, насамперед мікмаки. Північний берег затоки був заселений інуїтами. Жак Картьє досліджував затоку 1534 року, але, ймовірно, першими в водах затоки побували баскські рибалки.
У XVI столітті на землі, що оточували затоку, багату рибою, почали прибувати європейські рибалки. Вони запустили процес індустріального масштабу. До кінця XVII століття тонни тріски, китів, моржів, осетрів та інших тварин було виловлено тут та переправлено океаном до Європи. Їхня вартість перевищувала вартість золота і срібла, привезеного з Мексиканської затоки. Під таким тиском популяції почали скорочуватися.
Останнім часом розробляються плани пробурити в затоці першу велику нафтову свердловину на ділянці під назвою Олд-Гаррі. Екологи вважають, що це матиме катастрофічні наслідки для екосистеми затоки Святого Лаврентія.

## Межі
Межі затоки Святого Лаврентія різняться в різних джерелах.
Міжнародна гідрографічна організація визначає межі затоки Святого Лаврентія так:
- На північному-сході: Лінія, що прямує від мису Баулд (північна точка острова Кірпон, 51°40′ пн. ш. 55°25′ зх. д. / 51.667° пн. ш. 55.417° зх. д.) до найсхіднішої точки острова Бель-Айл і до точки 52°02′ пн. ш. 55°15′ зх. д. / 52.033° пн. ш. 55.250° зх. д., далі лінія прямує до найсхіднішої точки мису Сент-Чарльз (52° 13' пн. ш.) Лабрадор.
- На південному сході: лінія від мису Кансо (45°20′ пн. ш. 61°0′ зх. д. / 45.333° пн. ш. 61.000° зх. д.) до мису Ред (45°35′ пн. ш. 60°45′ зх. д. / 45.583° пн. ш. 60.750° зх. д.) на острові Кейп-Бретон, через острів до мису Бретон 45°57′ пн. ш. 59°47′ зх. д. / 45.950° пн. ш. 59.783° зх. д. і далі до мису Бланше (46°45′ пн. ш. 56°11′ зх. д. / 46.750° пн. ш. 56.183° зх. д.) на острові Сен-П'єр, а звідти до крайньої південно-західної точки острова Морган (46°51′ пн. ш. 55°49′ зх. д. / 46.850° пн. ш. 55.817° зх. д.).
- На заході: По меридіану 64° 30' зх. д., але весь острів Антикості належить до затоки.

## Гідрографія
Акваторія затоки поповнюється водою не тільки за рахунок атмосферних опадів (близько 900 мм в рік на острові Кап-о-Мьоль островів Мадлен), але і через три великі «шлюзи». Перший «шлюз» — власне естуарій річки святого Лаврентія, приносить в затоку близько 14 000 м³/сек прохолодної, м'якої води. У протоці Белл-Айленд (другий «шлюз») океанографічна ситуація дуже складна. Там було виявлено не менше семи типів води, температура яких варіювалася від −2 до 11 °C і солоність коливалася від 27 до 34,5 ‰. Третій «шлюз» (протока Кабот), безумовно є найважливішим; через нього надходять атлантичні і арктичні води і саме тут основна частина води і льоду залишає затоку.

## Клімат
Акваторія затоки знаходиться в помірному кліматичному поясі. Увесь рік панують помірні повітряні маси. Переважає західний перенос. Значні сезонні коливання температури повітря. Цілорічно переважає циклонічна діяльність, погода мінлива, часті шторми. Холодна штормова зима, морська крига й айсберги; літо прохолодне вологе, з частими туманами.